# Сакраментки
Устав ордена, написанный Мехтильдой, утверждён был папами Иннокентием XI (1676) и Климентом XI (1705). В Польшу сакраментки введены были Марией-Казимирой, женой Яна III Собеского, которая основала для них церковь и монастырь в Варшаве.
Сакраментки ( или Бенедиктинки беспрерывного поклонения Святым Тайнам ) — религиозная католическая женская конгрегация(женский монашеский орден), основан в Париже в 1631 году Мехтильдой, прежде бывшей настоятельницею монастыря в Брюгге, официально называемая Сёстры Пресвятого Таинства (Congrégation des Servantes du Très Saint-Sacrement). Основана во Франции в XIX веке с целью постоянного евхаристического поклонения и служения бедным. Сакраментки совмещают контемплятивную (созерцательную) и активную жизнь, подчёркивая центральное место Евхаристии в христианской духовности.

## История
Конгрегация была основана в Париже в 1863 году святой Марией Терезой Пернель-Мартен (1825–1885), в сотрудничестве с аббатом Пьером Жюльяном Эймаром — проповедником почитания Пресвятого Таинства и адоратором [1].
Учреждение стало частью более широкой евхаристической волны в католической церкви XIX века, когда возникали общины, ориентированные на постоянную адорацию, благотворительность и восстановление христианской жизни после секулярных потрясений революционной эпохи [2].

## Устав и образ жизни
Сакраментки сочетают жизнь в общине с ежедневным участием в литургии, часовыми дежурствами на адорации и служением в образовательной, социальной и медицинской сферах. Внутренний распорядок основан на молитвенном ритме: месса, литургия часов, длительное пребывание перед Святыми Дарами, духовное чтение.
Основным направлением служения считается reparatio — искупительное пребывание у Евхаристии за грехи мира и во имя духовного возрождения общества [3].

## Распространение
После основания во Франции конгрегация распространилась в другие страны Европы, а позднее — в Канаду, Латинскую Америку, Африку и Филиппины. Каждое отделение функционирует как автономная община, но объединяется под единым харизматическим и каноническим руководством. На сегодняшний день общее число сестёр измеряется несколькими сотнями, в зависимости от региона [4].

## Роль в католической духовности
Сакраментки играют особую роль в возрождении евхаристической жизни, распространяя практику perpetua adoratio — непрерывного поклонения. Их деятельность близка к духовности других евхаристических орденов, но сохраняет акцент на соединении молитвы и практического служения.
Их монастыри часто становятся духовными центрами городов, предлагая прихожанам возможность уединения, исповеди, наставничества и участия в литургических ритмах [5].

## Отличие от других орденов
В отличие от сугубо контемплятивных орденов (например, клариссинок), сакраментки открыты к апостольскому служению. От миссионерских орденов их отличает внутренняя сосредоточенность на Таинстве Алтаря как источнике всякого действия и призвания. Этим сакраментки близки по духу к монахиням-поклонницам Евхаристии и к движению Focolare, хотя не отождествляются с ними [6].